# Papa Leão XIV
Leão XIV (em inglês:  Leo XIV; em castelhano:  León XIV; em latim: Leo XIV),  nascido Robert Francis Prevost; O.S.A., (Chicago, 14 de setembro de 1955) é o atual Papa da Igreja Católica, Bispo de Roma e Soberano da Cidade do Vaticano desde 8 de maio de 2025.  Antes de eleito era Frei, Bispo emérito de Chiclayo, no Peru, e Cardeal da Cúria Romana da Igreja Católica. Foi nomeado Prefeito do Dicastério para os Bispos em janeiro de 2023 e substituiu seu antecessor, o cardeal Marc Ouellet, em abril do mesmo ano.
Trabalhou no Peru de 1985 a 1986 e de 1988 a 1998 como pároco, funcionário diocesano, professor de seminário e administrador. Passou de 1987 a 1988 e de 1998 a 2001 nos Estados Unidos, radicado em Chicago, sua cidade natal, e trabalhou na ordem agostiniana. Foi nomeado cardeal por Papa Francisco em 30 de setembro de 2023 e eleito Papa em 8 de maio de 2025, adotando o nome Leão XIV.
Seu nome papal foi inspirado pelo Papa Leão XIII, que desenvolveu o ensino social católico moderno em meio à Segunda Revolução Industrial. Leão XIV acredita que a Quarta Revolução Industrial em curso, particularmente os avanços em inteligência artificial e robótica, representa "novos desafios para a defesa da dignidade humana, da justiça e do trabalho". Leão XIV é o primeiro papa a ter nascido na América do Norte, o primeiro a ter cidadania peruana (tendo sido naturalizado em 2015), o segundo papa das Américas (depois de seu antecessor Francisco) e o primeiro da Ordem de Santo Agostinho.

## Biografia

### Juventude
Robert Francis Prevost nasceu em 14 de setembro de 1955, no Hospital Mercy, no bairro de Bronzeville, em Chicago, Illinois, na zona sul da cidade. Prevost tem ascendência africana, normanda, siciliana e espanhola. Concluiu seus estudos secundários no seminário menor da Ordem de Santo Agostinho em 1973. Prevost obteve o título de Bacharel em Matemática na Universidade Villanova em 1977. Ele se juntou aos agostinianos em 1º de setembro de 1977, fez seus primeiros votos em 2 de setembro de 1978, e fez seus votos solenes em 29 de agosto de 1981. No ano seguinte, ele obteve o título de Mestre em Divindade pela Catholic União Teológica em Chicago.

### Sacerdócio
Prevost foi ordenado sacerdote da Ordem de Santo Agostinho em Roma em 19 de junho de 1982. Obteve a licenciatura e o doutorado em direito canônico pela Pontifícia Universidade São Tomás de Aquino em Roma em 1984 e 1987, respectivamente.
Ingressou na missão agostiniana no Peru em 1985 e serviu como chanceler da Prelatura Territorial de Chulucanas de 1985 a 1986. Ele passou o ano de 1987 a 1988 nos Estados Unidos como pároco vocacional e diretor de missões da Província Agostiniana de Chicago. Retornou então ao Peru, passando os dez anos seguintes à frente do seminário agostiniano de Trujillo e ensinando direito canônico no seminário diocesano, onde também foi prefeito de estudos. Foi juiz do tribunal eclesiástico regional e membro do Colégio de Consultores de Trujillo. Ele também liderou uma congregação na periferia da cidade.

### Liderança agostiniana

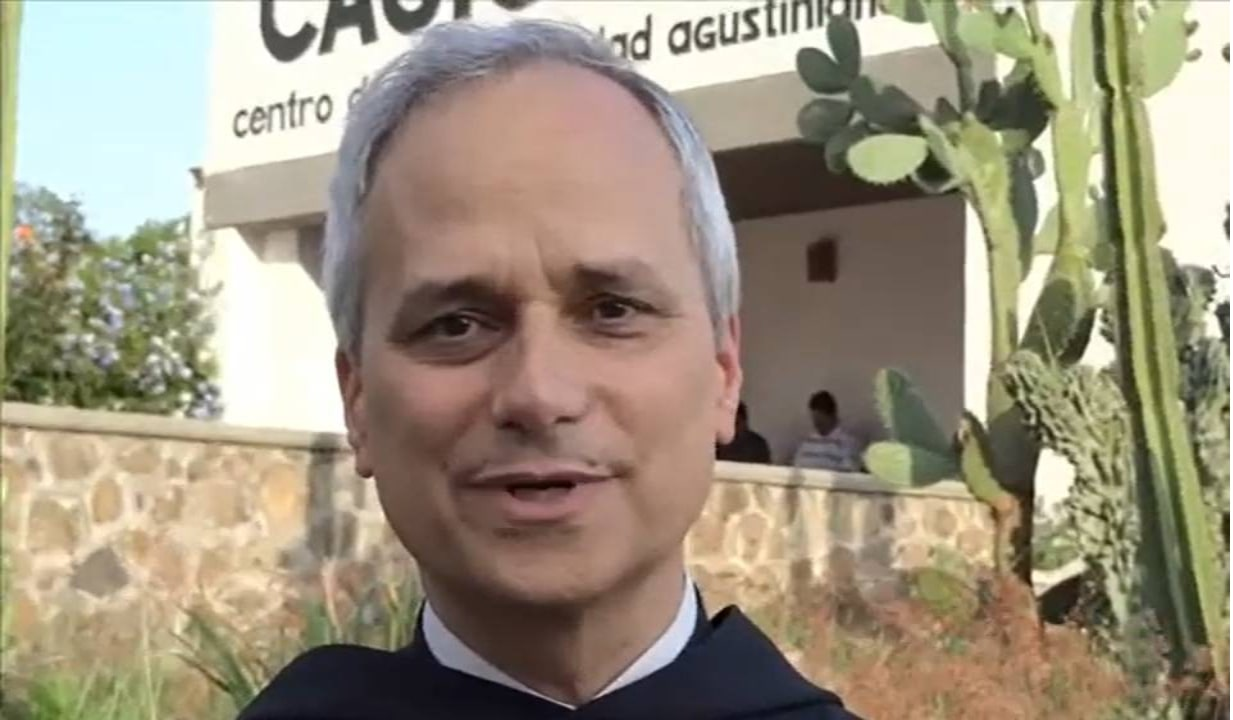
Frei Robert Francis Prevost quando prior geral dos agostinianos, em 2012.

Em 1998, Prevost foi eleito provincial da Província Agostiniana de Chicago e retornou aos Estados Unidos para assumir esse cargo em 8 de março de 1999.
A partir de 2000, Prevost permitiu que o padre James Ray, um padre então acusado de abusar de menores cujo ministério estava restrito desde 1991, residisse no Mosteiro St. John Stone dos Agostinianos em Chicago, apesar de sua proximidade com uma escola primária católica. Ray recebeu um monitor enquanto estava na residência e a escola não foi notificada. Ele foi transferido para uma residência diferente em 2002, quando autoridades da Igreja adotaram regras mais rígidas para padres acusados de abuso de menores.
Em 2001, Prevost foi eleito para um mandato de seis anos como prior geral dos agostinianos. Foi eleito para um segundo mandato de seis anos em 2007. De 2013 a 2014, Prevost foi diretor de formação no Convento de Santo Agostinho em Chicago, além de primeiro conselheiro e vigário provincial da Província Nossa Mãe do Bom Conselho, que abrange o meio-oeste dos Estados Unidos.

### Bispo de Chiclayo
Em 3 de novembro de 2014, o Papa Francisco nomeou Prevost administrador apostólico da Diocese de Chiclayo e bispo titular de Sufar. Recebeu a consagração episcopal em 12 de dezembro de 2014 Em 26 de setembro de 2015, foi nomeado bispo de Chiclayo. Naquela Sé, era conhecido como Robert Prevost Martínez.
Em 13 de julho de 2019, Prevost foi nomeado membro da Congregação para o Clero. Em 15 de abril de 2020 foi nomeado administrador apostólico de Callao, no Peru. Em 21 de novembro de 2020, o Papa Francisco nomeou-o membro da Congregação para os Bispos.
Na Conferência Episcopal Peruana, Prevost serviu no conselho permanente para o mandato de 2018 a 2020. Foi eleito em 2019 presidente da Comissão de Educação e Cultura. Ele também foi membro da liderança da Caritas Peru. Prevost teve uma audiência privada com o Papa Francisco em 1.º de março de 2021, alimentando especulações sobre uma nova missão em Chicago ou Roma.

### Dicastério para os Bispos

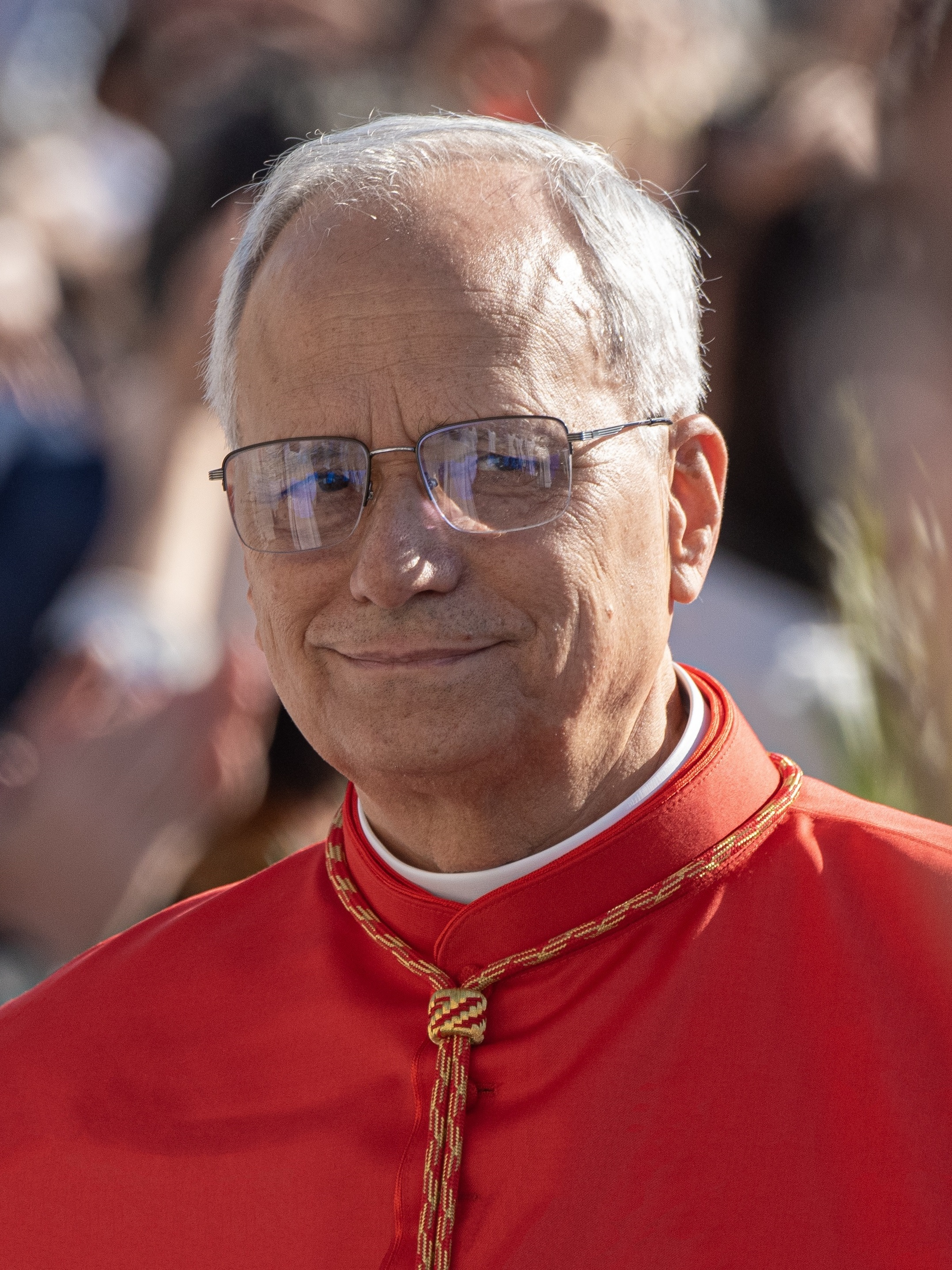
Cardeal Prevost, durante o Consistório de 30 de setembro de 2023.

Em 30 de janeiro de 2023, o Papa Francisco nomeou-o prefeito do Dicastério para os Bispos, a partir de 12 de abril, com o título de Arcebispo-Bispo Emérito de Chiclayo.
Em 9 de julho de 2023, o Papa Francisco anunciou durante o Angelus que o criaria cardeal no Consistório de 30 de setembro de 2023. Recebeu o barrete vermelho e a diaconia de Santa Monica degli Agostiniani.
Em 6 de fevereiro de 2025, passou para a ordem dos cardeais-bispos, recebendo a Sé suburbicária de Albano.

### Candidato ao papado
Prevost foi considerado um possível candidato ao papado. Em 2023, o Papa Francisco nomeou-o Prefeito do Dicastério para os Bispos, uma posição chave dentro da Cúria Romana. O escritório é responsável por avaliar e recomendar candidatos para o episcopado em todo o mundo. Este papel aumentou a visibilidade e a influência de Prevost no seio da Igreja Católica, elevando potencialmente o seu perfil antes de qualquer futuro conclave papal.
Prevost tem sido alvo de críticas por parte de defensores dos sobreviventes de abusos do clero relativamente à forma como lidou com as alegações de abusos sexuais durante a sua liderança na ordem dos Agostinianos e no Peru. O grupo de defesa SNAP (Survivors Network of those Abused by Priests) alegou que Prevost não actuou contra as alegações de abuso que envolviam Richard McGrath, antigo presidente da Providence Catholic High School, permitindo-lhe permanecer no seu cargo apesar das acusações de longa data.

## Pontificado

### Eleição

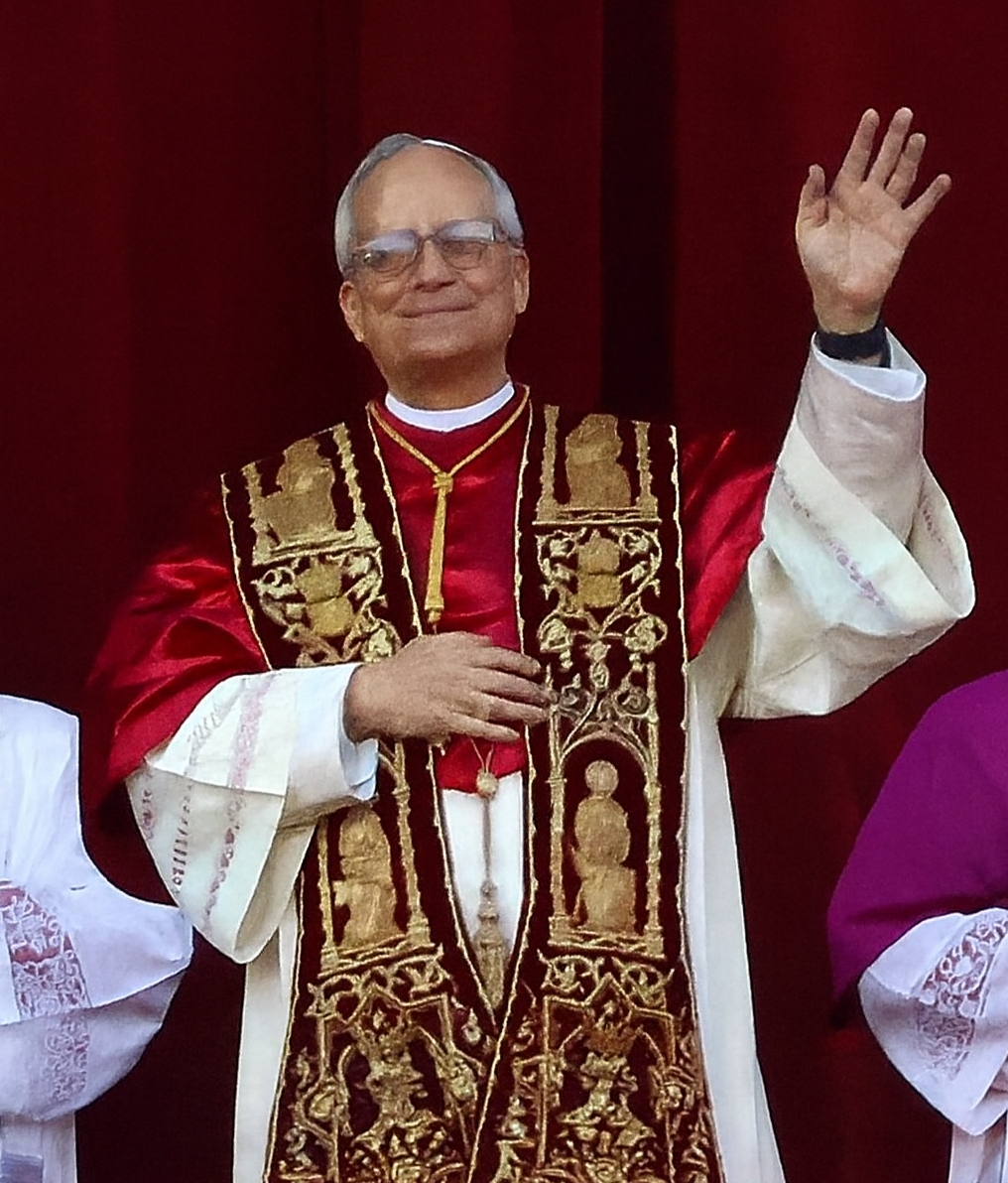
Papa Leão XIV em sua primeira aparição como Papa na Basílica de São Pedro, em maio de 2025.

Prevost era considerado um "azarão" em comparação com papabili mais proeminentes, bem como um aliado do Papa Francisco e alguém que poderia ser um candidato de compromisso. Os apoiadores argumentaram que ele representava um "meio-termo digno".
Foi nomeado pelo Papa Francisco como prefeito do Dicastério para os Bispos e presidente da Pontifícia Comissão para a América Latina, em 2023, mesmo ano em que foi nomeado cardeal. Essas funções elevaram sua proeminência como candidato papal rumo ao conclave.
Foi eleito papa em 8 de maio de 2025, no conclave papal de 2025, tornando-se assim o primeiro pontífice americano e peruano. Após aceitar sua eleição, que ocorreu na quarta rodada de votação, abraçou os cardeais ao sair da Capela Sistina.
O cardeal Dominique Mamberti, o protodiácono, anunciou o Habemus papam da loggia central da Basílica de São Pedro, proclamando o nome e o título papal de Prevost como Leão XIV, que era "uma clara referência à Rerum Novarum de Leão XIII", de acordo com o diretor da Sala de Imprensa da Santa Sé, Matteo Bruni. Leão apareceu com a tradicional estola vermelha papal e mozeta, vestimentas que não haviam sido usadas pelo Papa Francisco em sua eleição, em 2013. Então fez seu primeiro discurso em italiano e espanhol e concedeu a bênção Urbi et Orbi em latim. Diferentemente de Francisco, que optou por usar vestes brancas simples, Leão XIV vestiu a mozeta papal completa.
O Vaticano descreveu Leão como o primeiro papa da Ordem de Santo Agostinho e o segundo papa das Américas (depois do Papa Francisco). Também é o primeiro papa norte-americano, o primeiro nascido nos Estados Unidos, o primeiro cidadão do Peru e dos Estados Unidos (por meio de dupla cidadania), o primeiro de um país de língua inglesa desde Adriano IV no século XII, o primeiro chamado Leão desde Leão XIII (r. 1878–1903), o primeiro nascido após a Segunda Guerra Mundial e o 267.º papa no geral.

### Eventos seguintes
Em 9 de maio, um dia após sua eleição, Leão XIV celebrou sua primeira missa como papa na Capela Sistina, diante do Colégio dos Cardeais reunido. Durante a missa, pregou contra a falta de fé no mundo e falou de uma Igreja que atuaria como um "farol que ilumina as noites do mundo". A mídia noticiou que o Papa se estabeleceria permanentemente no apartamento Papal, no Palácio Apostólico, em vez da Domus Sanctae Marthae, como Francisco.
Em 10 de maio, visitou o Santuário de Nossa Senhora do Bom Conselho (Santuario Madre del Buon Consiglio), em Genazzano, nos arredores de Roma, local de culto de tradição agostiniana para uma visita em caráter privado. O santuário foi elevado a categoria de basílica menor pelo Papa Leão XIII, mas ele nunca conseguiu visitá-la. Ainda em 10 de maio, visitou a Basílica de Santa Maria Maior, onde rezou diante do túmulo do Papa Francisco e do ícone da Virgem, Salus Populi Romani.
Em 11 de maio, celebrou a missa nas Grutas Vaticanas, no altar próximo ao túmulo de São Pedro, com o Prior geral da Ordem de Santo Agostinho, padre Alejandro Moral Antón.
Em 14 de maio, recebeu na sala de audiências Paulo VI o campeão italiano de tênis Jannik Sinner, seus pais e o presidente da Federação Italiana de Tênis Profissional (FITP), Angelo Binaghi. O Papa é grande fã do esporte e recebeu um cartão de membro honorário da FITP. O encontro foi "leve" e aconteceram várias piadas e risadas especialmente quando o tenista pegou a raquete preta e branca para ser presenteada ao Papa: "A bolinha está aqui. Se quiser jogar um pouco..." (Sinner), "Mas aqui quebramos alguma coisa! Melhor não." (Papa Leão XIV). O Papa também encontrou os cinco mil participantes do Jubileu das Igrejas católicas orientais na sala Paulo VI e o evento marcou o encerramento de mais um jubileu temático.
Em 14 de maio, fez sua primeira nomeação de alto clero, nomeando Miguel Ángel Contreras Llajaruna (S.M.) como bispo auxiliar da Diocese de Callao (onde o próprio Papa foi administrador apostólico, entre 2020 e 2021) e a sé titular de Babra, ambas no Peru.
Em 15 de maio, recebeu, na Biblioteca Apostólica Vaticana, em audiência, o arcebispo-mor de Kiev-Aliche, Sviatoslav Shevchuk, líder da Igreja Greco-Católica Ucraniana — os dois já haviam se encontrado no dia anterior, durante o encontro com os participantes do Jubileu das Igrejas católicas orientais. Ao final da audiência, o arcebispo-mor entregou ao Papa uma pintura do artista Bohdan Pylypiv, pai de um soldado que morreu no guerra com a Rússia, intitulada "Oração de Réquiem", que retrata a dor do povo ucraniano.
Na manhã de 16 de maio, o Papa recebeu, na Sala Clementina, o Corpo Diplomático acreditado junto à Santa Sé. O decano, embaixador do Chipre, George Poulides, discursou em nome do grupo diplomático. Ainda em 16 de maio, recebeu em audiência, no Palácio Apostólico, o cardeal Luis Antonio Tagle, pró-prefeito do Dicastério para a Evangelização. Eles sentaram lado a lado no último Conclave e, nos últimos dois anos, trabalharam juntos como chefes de seus respectivos dicastérios (dos Bispos e para a Evangelização).
Em 31 de julho, o Leão XIV anunciou que São John Henry Newman, sacerdote inglês convertido do anglicanismo para o catolicismo, será proclamado o 38º Doutor da Igreja.

### Inauguração do pontificado

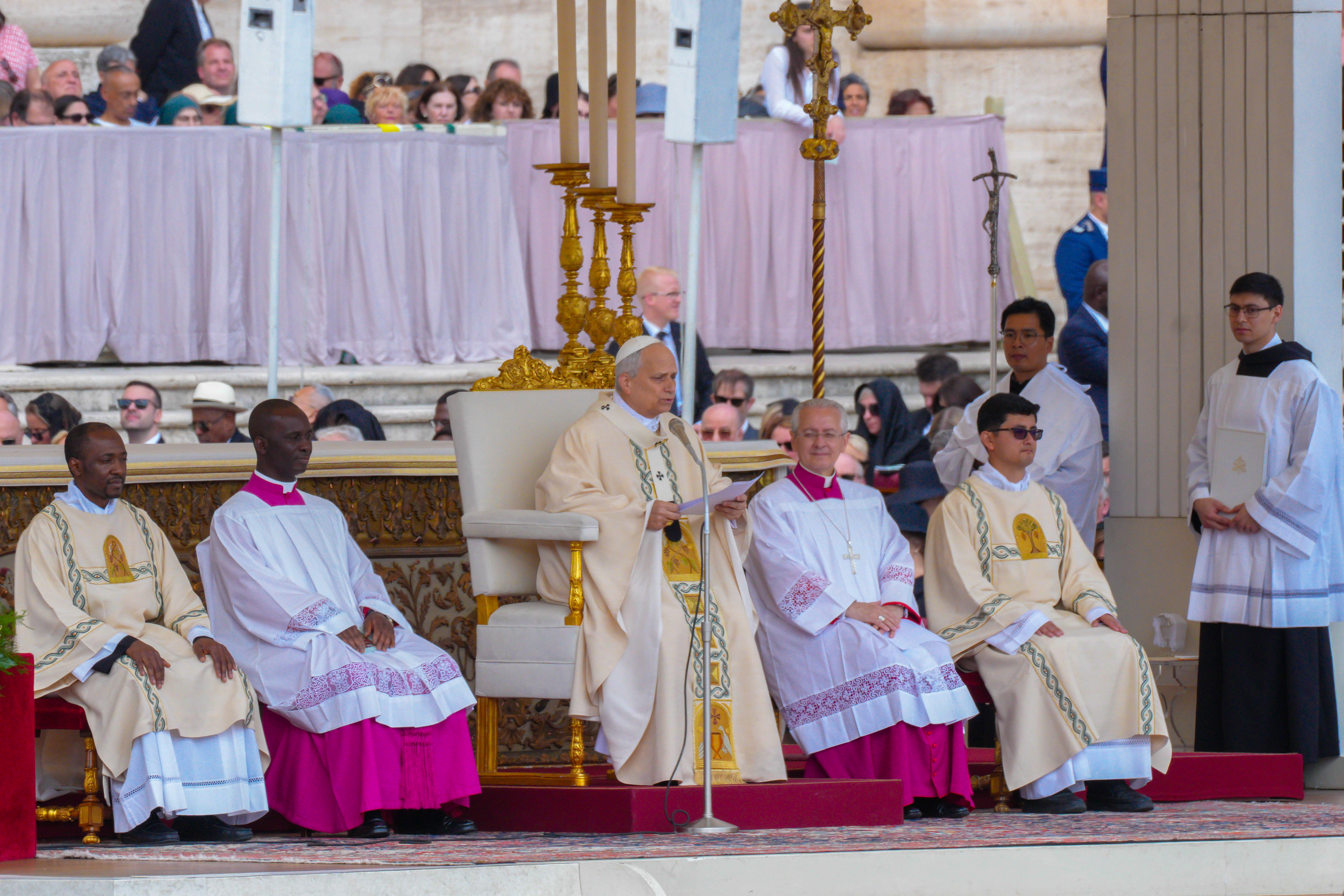
Papa Leão XIV durante a homilia da sua inauguração papal

A missa de inauguração do novo pontificado ocorreu em 18 de maio, às 10 horas da manhã (horário local), na Praça de São Pedro. Durante a cerimônia, Leão XIV recebeu o Pálio e o Anel do Pescador, símbolos de seu ministério.

### Eventos seguintes
Em 19 de maio, recebeu, em audiência, no Palácio Apostólico Vaticano, o Patriarcado Ecumênico de Constantinopla, Bartolomeu I — que esteve presente na missa de inauguração do pontificado. Ficou o desejo de ambas as partes, que o Papa visite a Turquia para o aniversário de 1700 anos do Primeiro Concílio de Niceia (325).
Em 20 de maio, fez uma visita surpresa ao Dicastério para os Bispos — do qual foi prefeito por mais de dois anos, entre 2023 e eleição para Papa — e, na capela, celebrou uma missa.
Em 25 de maio, tomou posse da cátedra do Bispo de Roma, um dos gestos mais característicos no início de pontificado de um Papa, na Arquibasílica de São João de Latrão.
| “                                                                         | A Igreja de Roma é herdeira de uma grande história, enraizada no testemunho de Pedro, de Paulo e de inúmeros mártires, e tem uma única missão, muito bem expressa pelo que está escrito na fachada desta catedral: ser Mater omnium Ecclesiarum, Mãe de todas as Igrejas. | ” |
| — Papa Leão XIV, na homilia, durante a posse da cátedra do Bispo de Roma, | |   |

Ainda em 25 de maio, visitou o Capitólio de Roma — sede da administração da cidade — e recebeu uma homenagem do prefeito de Roma, Roberto Gualtieri. A visita é tradicional desde o Papa Pio IX.
Em 27 de maio, recebeu em audiência na Sala Clementina, os dirigentes e jogadores do Napoli, campeão do Campeonato Italiano de 2024–25.
Em 29 de maio, em uma nova saída surpresa do Vaticano, o Papa visitou a residência papal de Castel Gandolfo para visitar o "Borgo Laudato Si’" — projeto criado pelo Papa Francisco, em 2 de fevereiro de 2023. O Papa foi recebido pelo cardeal Fabio Baggio e pelo diretor operacional do projeto, padre Manuel Dorantes.

## Visões

### Política da Igreja
Em maio de 2023, Prevost defendeu uma liderança episcopal que valorizasse mais a fé do que a administração. Prevost também afirmou que a Igreja Católica deveria agir com mais firmeza contra as mudanças climáticas. O "domínio sobre a natureza" não deve ser "tirânico", disse ele em um seminário realizado em novembro de 2024.

### Questões sociais e políticas
Prevost não apoia a ordenação de mulheres ao diaconato, afirmando que isso "não resolve necessariamente um problema" e que "pode criar um novo problema". Prevost é contrário à eutanásia e ao aborto. Como bispo de Chiclayo, Prevost se opôs à inclusão de currículos sobre "ensinamentos de gênero nas escolas" no Peru, afirmando que a "promoção da ideologia de gênero é confusa, porque busca criar gêneros que não existem".
Enquanto atuava como cardeal, Leão demonstrou apoio aos refugiados. Anteriormente, em 2012, Prevost fez declarações contrárias à homossexualidade, dizendo que a cultura popular fomentava "simpatia por crenças e práticas que estão em desacordo com o Evangelho", citando o "estilo de vida homossexual" e as "famílias alternativas compostas por parceiros do mesmo sexo e seus filhos adotivos". No Twitter, Prevost criticou o aborto, os contraceptivos e a pena de morte, ao mesmo tempo, em que expressou simpatia por George Floyd e críticas às políticas de imigração do presidente dos Estados Unidos, Donald Trump, e do vice-presidente J. D. Vance.
No dia 16 de maio de 2025, o Papa reafirmou diversos princípios da Doutrina Social da Igreja, como a sacralidade da vida humana desde a concepção (reiterando assim a posição da Igreja Católica em defesa da vida e contra o aborto) e a dignidade inalienável dos migrantes. Em seu pronunciamento, Leão XIV também encorajou o diálogo inter-religioso e a busca pela paz, compreendidas como meios fundamentais para a construção de uma convivência pacífica entre os povos. Pela primeira vez como Sumo Pontífice, falou sobre casamento, se referindo à união estável entre homem e mulher como "fundamento" da família em uma sociedade "harmoniosa e pacífica".

## Ordenações

### Ordenações episcopais
O Cardeal Robert Francis Prevost foi o cossagrante dos seguintes arcebispos e bispos:

#### Antes do pontificado
- Edinson Edgardo Farfán Córdova, O.S.A. (2020)
- Francisco Castro Lalupú (2020)
- Lizardo Estrada Herrera, O.S.A. (2021)
- Miguel Ángel Cadenas Cardo, O.S.A. (2021)

## Títulos, estilos e brasões

### Títulos e estilos
- 19 de junho de 1981 – 14 de dezembro de 2014: "Sua Reverendíssima, o frei Robert Francis Prevost"
- 14 de dezembro de 2014 – 30 de janeiro de 2023: "Sua Excelência Reverendíssima, o bispo Dom Robert Francis Prevost"
- 30 de janeiro de 2023 – 30 de setembro de 2023: "Sua Excelência Reverendíssima, o arcebispo Dom Robert Francis Prevost"
- 30 de setembro de 2023 – 8 de maio de 2025: "Sua Eminência Reverendíssima, o cardeal Prevost"
- 8 de maio de 2025 – presente: "Sua Santidade, o Papa Leão XIV"